# Єглова
Єглова (пол. Jegłowa) — село в Польщі, у гміні Пшеворно Стшелінського повіту Нижньосілезького воєводства.
Населення — 736 осіб (2011).
У 1975-1998 роках село належало до Валбжиського воєводства.

## Демографія
Демографічна структура станом на 31 березня 2011 року:
|          | Загалом | Допрацездатний вік | Працездатний вік | Постпрацездатний вік |
| -------- | ------- | ------------------ | ---------------- | -------------------- |
| Чоловіки | 366     | 73                 | 257              | 36                   |
| Жінки    | 370     | 55                 | 223              | 92                   |
| Разом    | 736     | 128                | 480              | 128                  |